# Alexandros Gounas
Alexandros Gounas (em grego:  Αλέξανδρος Γούνας; Marusi, 3 de outubro de 1989) é um jogador de polo aquático grego.

## Carreira
Gounas foi medalhista de bronze no Campeonato Mundial de Cazã, em 2015. No ano seguinte integrou o elenco da Seleção Grega de Polo Aquático que ficou em sexto lugar nos Jogos Olímpicos do Rio de Janeiro.